# لولا إنديغو
ميريام دوبلاس مونيوز (بالإسبانية: Miriam Doblas Muñoz) (المعروفة أيضًا بإسمها الفني لولا إنديغو (بالإسبانية: Lola Índigo) ) هي مغنية وراقصة إسبانية من غرناطة، ولدت في 1 أبريل 1992 في مدريد، إسبانيا.

## روابط خارجية
مقالات تستعمل روابط فنية بلا صلة مع ويكي بيانات